# Бомонт и Наварра, Франсес де
Франсес де Бомон и Наварра (Франсиско, Франсуа; исп. Francés/Francisco/François de Beaumont y Navarra; ок. 1545, Памплона, Королевство Наварра, Испания — ок. 1620, Буэнос-Айрес) — наваррско-испанский дворянин и военный, дослужившийся до звания генерала и колониального чиновника, временно занимавшим должности губернатора Рио-де-ла-Плата и Парагвая (1600—1602, 1615), вице-губернатора Буэнос-Айреса (1598—1599) и вице-губернатора Асунсьона (1599—1600, 1602—1612).

## Биография

### Происхождение семьи и ранние годы
Франсес де Бомон и Наварра родился около 1545 года в городе Памплона, столице Королевства Наварра, входившего в состав Испанской короны после кастильско-арагонского вторжения 1512 года. Сын Франсеса де Бомон и Наварра (ок. 1491 — ок. 1550), сеньора де Арасури, Монтальбана, Акотаина и Эспарсы, и его жены Изабель Беатрис Икарт и Маргарит, дочери Андреса Икарта Донселя и Леоноры де Маргарит.
У неё была старшая сестра Луиза де Бомон и Наварра (1524—1557), которая унаследовала владения своего отца Арасури и Монтальбан, поскольку ее брат Франсес был несовершеннолетним, и которая вышла замуж за Пруденсио де Авенданьо и Гамбоа (? — 1568), 8-го сеньора Вильярреала-де-Алавы, от брака с которым у неё было двое детей.
Этими племянниками были Диего де Авенданьо Гамбоа и Бомон (ум. 1612), 9-й сеньор Вильярреала, Уркису, Оласо, Арасури и Монтальбана, и вторая дочь Мария де Авенданьо и Гамбоа, которая выйдет замуж за Антонио де Гевара и Манрике, сеньора де Эскаланте, Тресеньо и Вальдалига.
Его дедушкой и бабушкой по отцовской линии были Хуан де Бомон-и-Наварра, сеньор дед Аразури, Эстуньига, Пьедрамильера и Вальделана, внебрачный сын Луиса де Бомон-и-Наварра (? — 1508), 1-го маркиза Уэскара с 1495 года, 2-го графа Лерина и констебль Наварры, и Луиза Уртуби де Монреаль, дочь Хуана де Монреаля, сеньор Уртубии и казначей Наварры.
Он принадлежал к семье Бомон, которая происходила от инфанта Луиса Наваррского, графа Бомон-ле-Роже, сына королевы Жанны II и правнука по отцовской линии короля Франции Филиппа III Смелого из дома Капетингов. Также через свою прапрабабку Хуану де Наварра, 1-ю графиню Лерин с 1424 года и 1-ю сеньору де Сада и Эслава, она была потомком короля Наварры Карла III Благородного.

### Правитель Рио-де-ла-Плата и Парагвая
В 1598 году Франсес де Бомон и Наварра отправились в Южную Америку вместе с Диего Родригесом Вальдесом и де ла Банда. По прибытии на место назначения он занял должность вице-губернатора Буэнос-Айреса.
Когда в 1599 году Родригес Вальдес был назначен губернатором Рио-де-ла-Плата и Парагвая, он назначил Бомона своим заместителем и, следовательно, заместителем генерал-губернатора Асунсьона.
В январе 1601 года Франсес де Бомон сменил Вальдеса на посту временного губернатора, а 8 апреля того же года совет Сантьяго-де-Херес сообщил ему о фатальном состоянии, в котором он находится, и о том, что по этой причине ему необходимо разрешение на срочный перевод. В конце того же года конкистадоры избрали Эрнандариаса временным губернатором, но им не удалось убедить Бомона отказаться от власти.
1 августа 1602 года он передал командование губернаторством Эрнандо Ариасу де Сааведре на основании королевского указа. Он был избран обычным мэром Кабильдо Буэнос-Айреса в 1606 и в 1607 годах.
Франсес де Бомон был снова назначен временным губернатором вице-королем и Королевской аудиенцией Лимы 8 июня 1614 года, для чего он покинул Лиму 4 июля того же года, чтобы через шесть месяцев прибыть в город Санта-Фе, где он вступил в свою новую должность.
В 1615 году он ненадолго и временно возобновил свою деятельность с 8 января по 3 мая текущего года и составил завещание в Буэнос-Айресе в 1620 году.